# Sverige i världsmästerskapen i landsvägscykling 2014
Sverige i världsmästerskapen i landsvägscykling 2014, genom Svenska Cykelförbundet, deltog i världsmästerskapen i landsvägscykling 2014 i Ponferrada, Spanien.

## Svenska laget
| Sverige (17)              |                 |                                               |
| Cyklist                   | Konkurrens      | Placering                                     |
| Damer                     |                 |                                               |
| Emilia Fahlin             | Elittävlingar   | DNF Linjelopp                                 |
| Linda Halleröd            | Juniortävlingar | 28. Tempolopp, 76. Linjelopp                  |
| Ellinor Huusko            | Juniortävlingar | 53. Linjelopp                                 |
| Emma Johansson            | Elittävlingar   | Lagtempolopp, Linjelopp                       |
| Julia Karlsson            | Juniortävlingar | 25. Tempolopp, DNF Linjelopp                  |
| Saara Mustonen            | Elittävlingar   | 8. Lagtempolopp, 49. Linjelopp                |
| Alexandra Nessmar         | Elittävlingar   | DNF Linjelopp                                 |
| Sara Olsson               | Elittävlingar   | 9. Lagtempolopp, DNF Linjelopp                |
| Linnea Sjöblom            | Elittävlingar   | DNF Linjelopp                                 |
| Herrar                    |                 |                                               |
| Hampus Anderberg          | Juniortävlingar | 29. Tempolopp, 33. Linjelopp                  |
| Gustaf Andersson          | Juniortävlingar | 46. Tempolopp, 73. Linjelopp                  |
| Lucas Eriksson            | Juniortävlingar | 7. Linjelopp                                  |
| Alexander Fåglum Karlsson | Juniortävlingar | 45. Linjelopp                                 |
| Marcus Fåglum Karlsson    | U-23-tävlingar  | 22. Tempolopp                                 |
| Alexander Gingsjö         | Elittävlingar   | DNF Tempolopp                                 |
| Pontus Kastemyr           | U-23-tävlingar  | 54. Tempolopp                                 |
| Tobias Ludvigsson         | Elittävlingar   | 8. Lagtempolopp, 33. Tempolopp, DNF Linjelopp |